# Бирд, Ральф
Ральф Милтон Бирд-младший (англ. Ralph Milton Beard Jr.; 2 декабря 1927 года, Хардинсберг, штат Кентукки, США — 29 ноября 2007 года, Луисвилл, штат Кентукки, США) — американский профессиональный баскетболист, запомнившийся своими выступлениями на студенческом уровне в составе «Великолепной пятёрки» из «Кентукки Уайлдкэтс». Играл в Национальной баскетбольной ассоциации за клуб «Индианаполис Олимпианс». Чемпион Летних Олимпийских игр 1948 года в Лондоне. В 1951 году он был пожизненно отстранён от игр в НБА за подтасовку результатов игр.

## Ранние годы
Ральф Бирд родился 2 декабря 1927 года в городе Хардинсберг (штат Кентукки), учился в Луисвиллской мужской школе из одноимённого города, в которой играл за местную баскетбольную команду.

## Студенческая карьера
В 1949 году закончил Кентуккийский университет, где в течение четырёх лет играл за баскетбольную команду «Кентукки Уайлдкэтс», в которой провёл успешную карьеру под руководством тренера, члена Зала славы баскетбола, Адольфа Раппа, набрав в 139 играх 1517 очков (в среднем 10,9 за игру). При Бирде «Дикие коты» четыре года подряд выигрывали регулярный чемпионат и турнир Юго-Восточной конференции (1946—1949), а также два года подряд выходили в плей-офф студенческого чемпионата США (1948—1949), установив комбинированный, за четыре года, рекорд баскетбольной команды университета (130 побед при 10 поражениях).
Два года кряду «Кентукки Уайлдкэтс» становились чемпионами Национальной ассоциации студенческого спорта (NCAA). 19 марта 1948 года они вышли в финал четырёх турнира NCAA (англ. Final Four), где сначала в полуфинальном матче, 20 марта, обыграли команду Джорджа Кафтана и Боба Коузи «Холи-Кросс Крузейдерс» со счётом 60—52, в котором Бирд стал вторым по результативности игроком своей команды, набрав 13 очков, а затем в финальной игре, 23 марта, разгромили команду Джеки Робинсона и Рэда Оуэнса «Бэйлор Бирс» со счётом 58—42, в которой Ральф также стал вторым по результативности игроком своей команды, набрав 12 очков. В следующем сезоне «Дикие коты» повторно вышли в финал четырёх турнира NCAA, где сначала в полуфинальном матче, 22 марта, по всем статьям обыграли команду Дуайта Эддлемана и Билла Эриксона «Иллинойс Файтинг Иллини» со счётом 76—47, в котором Бирд стал третьим по результативности игроком своей команды, набрав 9 очков, а затем в финальной игре, 26 марта, обыграли команду Боба Харриса и Джей Эл Паркса «Оклахома A&M Эггис» со счётом 46—36, в которой Ральф стал четвёртым по результативности игроком своей команды, набрав всего 3 очка.
Кроме того в 1946 году баскетболисты «Кентукки Уайлдкэтс» стали чемпионами Национального пригласительного турнира (NIT), обыграв в финальном матче в упорной борьбе команду Род-Айлендского университета «Род-Айленд Рэмс» со счётом 46—45, а в 1947 году — вице-чемпионами этого же турнира, проиграв в финальном матче в упорной борьбе команде университета Юты «Юта Ютес» со счётом 45—49. Четыре года подряд в составе «Уайлдкэтс» Ральф включался в 1-ю сборную всех звёзд Юго-Восточной конференции, а также три года подряд — в 1-ю всеамериканскую сборную NCAA. Свитер с номером 12, под которым Бирд выступал за «Кентукки Уайлдкэтс», был изъят из обращения и вывешен под сводами «Рапп-арены», баскетбольной площадки, на которой «Дикие коты» проводят свои домашние матчи.

## Профессиональная карьера
Играл на позиции разыгрывающего защитника и атакующего защитника. В 1949 году Ральф Бирд был выбран на драфте БАА под 22-м номером командой «Чикаго Стэгс», выступавшей в Национальной баскетбольной ассоциации (НБА), однако, не проведя в её составе ни одного матча, был продан в клуб «Индианаполис Олимпианс», где воссоединился со своими партнёрами по студенческой команде Алексом Грозой, Клиффом Баркером и Уоллесом Джонсом, в котором провёл всю свою непродолжительную профессиональную карьеру. В 1951 году принимал участие в матче всех звёзд НБА. Один раз включался в 1-ю сборную всех звёзд НБА (1951), а также один раз — во 2-ю сборную всех звёзд НБА (1950). Всего в НБА Бирд провёл 2 сезона, в течение которых сыграл 126 игр, в которых набрал 2006 очков (в среднем 15,9 за игру), сделал 251 подбор и 551 передачу.
В 1951 году он вместе с несколькими другими бывшими игроками университета Кентукки был обвинён в подтасовке результатов матчей в сезоне 1948/1949 годов. Комиссар НБА Морис Подолоф наложил на него пожизненный запрет на выступление в лиге.

## Карьера в сборной
В 1948 году Ральф Бирд стал в составе сборной США олимпийским чемпионом Летних Олимпийских игр в Лондоне, костяк которой составляли баскетболисты так называемой «Великолепной пятёрки» из «Кентукки Уайлдкэтс», а также игроки команды «Филлипс 66» из Любительского спортивного объединения (AAU).

## Смерть
Ральф Бирд умер в четверг, 29 ноября 2007 года, на 80-м году жизни в своём доме в городе Луисвилл (штат Кентукки).

## Статистика

### Статистика в НБА
| Сезон                                                                                    | Команда                | Регулярный сезон | Регулярный сезон | Регулярный сезон | Регулярный сезон | Регулярный сезон | Регулярный сезон | Регулярный сезон | Регулярный сезон | Регулярный сезон | Регулярный сезон | Регулярный сезон | Серия плей-офф | Серия плей-офф | Серия плей-офф | Серия плей-офф | Серия плей-офф | Серия плей-офф | Серия плей-офф | Серия плей-офф | Серия плей-офф | Серия плей-офф | Серия плей-офф |
| Сезон                                                                                    | Команда                | GP               | GS               | MPG              | FG%              | 3P%              | FT%              | RPG              | APG              | SPG              | BPG              | PPG              | GP             | GS             | MPG            | FG%            | 3P%            | FT%            | RPG            | APG            | SPG            | BPG            | PPG            |
| ---------------------------------------------------------------------------------------- | ---------------------- | ---------------- | ---------------- | ---------------- | ---------------- | ---------------- | ---------------- | ---------------- | ---------------- | ---------------- | ---------------- | ---------------- | -------------- | -------------- | -------------- | -------------- | -------------- | -------------- | -------------- | -------------- | -------------- | -------------- | -------------- |
| 1949/50                                                                                  | Индианаполис Олимпианс | 60               |                  |                  | 36,3             |                  | 76,2             | 0,0              | 3,9              |                  |                  | 14,9             | 5              |                |                | 31,4           |                | 78,6           | 0,0            | 4,4            |                |                | 13,2           |
| 1950/51                                                                                  | Индианаполис Олимпианс | 66               |                  |                  | 36,8             |                  | 77,5             | 3,8              | 4,8              |                  |                  | 16,8             | 3              |                |                | 44,3           |                | 70,6           | 4,0            | 4,3            |                |                | 22,0           |
|                                                                                          | Всего                  | 126              |                  |                  | 36,6             |                  | 77,0             | 2,0              | 4,4              |                  |                  | 15,9             | 8              |                |                | 37,4           |                | 75,6           | 1,5            | 4,4            |                |                | 16,5           |
| Наведите курсор мыши на аббревиатуры в заголовке таблицы, чтобы прочесть их расшифровку. |                        |                  |                  |                  |                  |                  |                  |                  |                  |                  |                  |                  |                |                |                |                |                |                |                |                |                |                |                |